# Wilson Vianna (ator)
Wilson Vianna, nome artístico de Wilson Vasconcelos Vianna (nascido no Rio de Janeiro em 1928 - falecido na mesma cidade em 3 de Maio de 2003), foi um ator e apresentador de programas infantis da televisão brasileira, mais conhecido como personagem-título do programa Clube do Capitão AZA.

## Biografia
Como ator, atuou em vários filmes, não só no Brasil, iniciou a carreira em 1952, no filme Amei Um Bicheiro da Atlântida Cinematográfica, nos Estados Unidos, atuou nos filmes Curuçu, O Terror do Amazonas (1956) e Love Slaves ofthe Amazons (1957), no México, atuou em dois filmes de Barú, uma cópia de Tarzan: Barú: Barú, el hombre de la selva e El mundo salvaje de Barú. Entre 1962 e 1967, na TV Rio, interpretou o Capitão Atlas,,personagem criado por Péricles do Amaral para um programa de rádio da Rádio Tamoio e também teve revista em quadrinhos. O próprio criador foi redator do programa, chamado de Clube de do Capitão Atlas, Ainda em 1967, o programa Clube do Capitão Atlas teve uma breve passava pela TV Excelsior Rio de Janeiro.
Em 1968, começou a apresentar o programa Clube do Capitão AZA na TV Tupi. Em 1979, depois de 10 meses sem pagamento, assim como os demais funcionários da TV Tupi, Wilson Vianna apresentou o último Capitão AZA, dizendo como despedida que teria de partir para uma missão no espaço.

Depois disso, houve uma tentativa de se rodar um filme sobre o personagem mas, por falta de patrocínio, o projeto foi cancelado. Em 1981, estava praticamente certo o seu retorno pela TVS. Com contrato praticamente acertado com Moysés Weltman (diretor da TV na época), Wilson sofreu o seu segundo enfarte.
Aconselhado pelos médicos e seus familiares a não voltar mais à televisão, pois poderia expor-se a mais um infarto, o que poderia ser fatal, o "Capitão" se retirou definitivamente da mídia, preferindo se dedicar ao seu Hotel/Pousada em Penedo (região serrana do Rio de Janeiro), onde recebia velhos amigos como Flávio Cavalcanti, Roberto Carlos e Aérton Perlingeiro entre outros.
Ainda voltaria para algumas pontas cinematográficas em dois filmes: "Atrapalhando a Suate" de 1983 com Dedé, Mussum e Zacarias e "Os Trapalhões e o Mágico de Oróz" de 1984 com Os Trapalhões e Xuxa (sua eterna fã). Também participou de alguns capítulos da minisérie "Marquesa de Santos" em 1983 na Rede Manchete. Em 1985 teve na Rádio Bandeirantes AM do Rio de Janeiro um programa de entrevistas ás segundas feiras sempre ás 22 horas recebendo grandes nomes do cinema, televisão e teatro. Entre os que estiveram no programa "Mesa de Celebridades" destacam-se Jô Soares, Tibério Gaspar, Orlandivo e Alcione. Depois disso, preferiu viajar o mundo todo. Era também membro da Academia de Cinema de Hollywood.
Wilson Viana era delegado da Polícia Civil do Estado do Rio de Janeiro, e além de interpretar o Capitão AZA atuou em 63 filmes. O ator veio a falecer a 3 de Maio de 2003, com 75 anos, vítima de seu terceiro enfarte. Ele se encontrava no Mato Grosso do Sul, com sua mulher, filho e nora, onde passava uma temporada.

## Filmografia

### Televisão
| Ano       | Título                 | Papel         | Emissora                           |
| --------- | ---------------------- | ------------- | ---------------------------------- |
| 1962-1967 | Clube do Capitão Atlas | Capitão Atlas | TV Rio/TV Excelsior Rio de Janeiro |
| 1968-1979 | Clube do Capitão AZA   | Capitão AZA   | Rede Tupi                          |

### Cinema
| Ano  | Título                           |
| ---- | -------------------------------- |
| 1952 | Amei Um Bicheiro                 |
| 1956 | Curuçu, O Terror do Amazonas     |
| 1957 | Love Slaves of the Amazons       |
| 1962 | Barú, el hombre de la selva      |
| 1962 | El mundo salvaje de Barú         |
| 1983 | Atrapalhando a Suate             |
| 1984 | Os Trapalhões e o Mágico de Oróz |